# Pterygascidia mirabilis
Pterygascidia mirabilis is een zakpijpensoort uit de familie van de Agneziidae. De wetenschappelijke naam van de soort is voor het eerst geldig gepubliceerd in 1904 door Sluiter.